# Giovanni Cornacchia
Giovanni Cornacchia (Pescara, Italia, 18 de junio de 1939-23 de julio de 2008) fue un atleta  especializado en la prueba de 110 m vallas, en la que consiguió ser subcampeón europeo en 1962.

## Carrera deportiva
En el Campeonato Europeo de Atletismo de 1962 ganó la medalla de plata en los 110 m vallas, con un tiempo de 14.0 segundos, llegando a meta tras el soviético Anatoly Mikhailov (oro con 13.8 s) y por delante del también soviético Nikolay Berezutskiy (bronce con 14.2 segundos).